# Червия
Червия (на италиански: Cervia) е град и община на Адриатическо море в провинцията Равена на регион Емилия-Романя в Северна Италия. Има 28 700 жители (31 декември 2017 г.).

## История
Предишното му име е Фикокле (Ficocle, от гръцки: „място на водораслите“). Името Червия идва от елен (на италиански: cervo), който се покланя в гората пред владиката на Лоди. По-вероятно името идва от acervi, солна купчина в солниците.
Началното му местоположение е до солниците. През 1697 г. е сменено от папа Инокентий XII по-близо до морето. Центърът му е свързан с пристанището чрез канал. От 1463 до 1509 градът е венециански, през 1509 – 1859 е към Папската държава.
През 1911 г. е образуван курортът Милано Маритима.
Солта на Червия е с най-доброто качество в Италия и е най-чистата с 97 % натриев хлорид и затова по-малко горчи от други.

## Побратимени градове
- Аален, Германия
- Йеленя Гура, Полша